# 科纳尔克
科纳尔克（Konark），是印度奥里萨邦Puri县的一个城镇。总人口15015（2001年）。

## 人口
该地2001年总人口15015人，其中男性7843人，女性7172人；0—6岁人口2158人，其中男1092人，女1066人；识字率57.13%，其中男性为64.20%，女性为49.40%。